# Facebook Watch
Facebook Watch è un servizio di video on demand offerto da Facebook. Annunciato il 9 agosto 2017, è stato reso disponibile già dal giorno successivo e, inizialmente, per gli utenti statunitensi dalla fine dello stesso mese. I contenuti originali di Facebook Watch sono prodotti da partner per conto dell’azienda, che guadagnano il 55% degli introiti sugli annunci pubblicitari (Facebook ne trattiene il 45%).
Facebook Watch offre suggerimenti personalizzati per i video da visualizzare, così come la classificazione dei contenuti dipende da fattori come la popolarità e il coinvolgimento sui social. Avendo raggiunto nel corso del 2018 un totale di 1 milione di dollari come budget per i suoi contenuti, Facebook sulla sua piattaforma richiede la produzione di contenuti d'intrattenimento sia di breve che di lunga durata (es. episodi di serie TV). Facebook monetizza i suoi video con annunci pubblicitari a metà video, anche se nel 2018 è stato testato l’inserimento di annunci anche in testa ai video.
A giugno 2019, secondo quanto riportato da Facebook, 140 milioni di persone al giorno trascorrono almeno un minuto su Watch, che conta più di 720 milioni di visualizzazioni al mese.

## Storia
Il 9 agosto 2017, Facebook ha annunciato ufficialmente il lancio del proprio servizio di video on demand; nel corso dell'annuncio, è stato confermato che si sarebbe chiamato Facebook Watch. Il servizio fu lanciato in anteprima il giorno successivo dapprima per una piccola utenza negli Stati Uniti, per poi estendersi con un roll out a tutti gli utenti statunitensi a partire dalla fine dello stesso mese.
Tra maggio e giugno 2018 Facebook lanciò circa sei programmi d'informazione realizzati da partner come BuzzFeed, Vox, CNN e Fox News e sviluppati dal responsabile della partnership sulle notizie di Facebook Campbell Brown; il budget totale di tali programmi era di circa 90 milioni di dollari.
La prima presentazione in assoluto del servizio avvenne il 25 luglio 2018, durante l'annuale press-tour estivo della Television Critics Association. Nel tempo assegnato a Facebook Fidji Simo, vicepresidente del ramo Prodotti per i video, e Ricky Van Veen, capo della strategia creativa globale, hanno mostrato il continuo incremento della programmazione originale su Facebook Watch. Il 30 agosto 2018, il servizio è stato resto disponibile a livello globale.

## Budget e monetizzazione

### Budget dei contenuti
Per i video di breve durata, Facebook aveva inizialmente un budget stimato approssimativamente tra i 10.000 e i 40.000 dollari a episodio, stabilendo per i contratti di rinnovo un budget tra 50.000 e 70.000 dollari. Per i video più lunghi, invece, si arriva dai 250.000 a oltre 1 milione di dollari. Il Wall Street Journal ha riportato nel settembre del 2017 che l'azienda era intenzionata a stanziare nel corso del 2018 circa un 1 miliardo di dollari per contenuti originali.

### Monetizzazione
Facebook trattiene il 45% delle entrate pubblicitarie sui contenuti di Watch, mentre i produttori degli stessi guadagnano il restante 55%. Nel gennaio del 2017 la compagnia ha annunciato che avrebbe aggiunto pause pubblicitarie di mezzo nei suoi video, nei quali gli annunci appaiono dopo almeno 20 secondi dall'inizio della visione.
Nel dicembre del 2017 Ad Age ha pubblicato un report in cui affermava che Facebook stava incrementando il tempo di visualizzazione dei banner con l’aggiunta di pause pubblicitarie pre-video, un format pubblicitario che mostra contenuti promozionali prima che l’utente inizi a guardare il video stesso. Facebook ha poi desistito nell’usare annunci pre-video perché secondo il rapporto sono percepiti dagli utenti come un fastidio, questi vogliono avere accesso immediato al contenuto desiderato, ma sebbene il rapporto affermasse ciò l’impresa aveva comunque intenzione a inserire questo format.
Steve Ellis, CEO di WhoSay, società di marketing di influenza, disse ad Ad Age che "già con YouTube si è visto come le persone riescano a tollerare senza problemi gli spazi pubblicitari pre-video" e che "è confermato che non inducono gli utenti a “fuggire”, perciò aveva senso che Facebook adottasse una strategia analoga per i propri contenuti originali". Due settimane dopo la pubblicazione del report di Ad Age, Facebook aggiornò il proprio blog per segnalare che le pubblicità pre-video sarebbero state testate nel 2018 e che sarebbero state apportate modifiche sulle pause pubblicitarie a metà video; nello specifico, non possono apparire prima di 60 secondi dall’inizio del video e sono poste solo su video della durata di almeno 3 minuti, andando in contrapposizione con la regola originale che prevedeva la visualizzazione di annunci dopo 20 secondi e su video della durata di almeno 90 secondi.

## Contenuti
In aggiunta alla normale programmazione, Facebook Watch distribuisce contenuti registrati da altre aziende. Il 30 novembre 2018 viene annunciato che per il servizio di streaming è stato sottoscritto un accordo con la 20th Century Studios per lo streaming delle serie televisive Buffy l'ammazzavampiri, Angel e Firefly.

## Accoglienza
L'analista Brian Nowak della Morgan Stanley stimava che "Facebook Watch" avrebbe potuto portare 565 milioni di dollari nelle casse di Facebook entro la fine del 2018. L'analista Brent Thil della Jefferies ha predetto che il servizio avrà un potenziale guadagno di 12 miliardi di dollari entro la fine del 2022.

## Programmi originali
Dal 2018 al 2021, Facebook Watch ha distribuito varie serie televisive. Nel 2020 è stata presa la decisione di non realizzare ulteriori programmi originali.

### Drammatico
| Titolo              | Pubblicazione     | Stagioni               | Durata    |
| ------------------- | ----------------- | ---------------------- | --------- |
| Skam Austin         | 27 aprile 2018    | 2 stagioni, 18 episodi | 18-50 min |
| Five Points         | 4 giugno 2018     | 2 stagioni, 20 episodi | 10-17 min |
| Sacred Lies         | 27 luglio 2018    | 1 stagione, 10 episodi | 28-34 min |
| Turnt               | 1 agosto 2018     | 1 stagione, 40 episodi | 7-18 min  |
| Sorry for Your Loss | 18 settembre 2018 | 2 stagioni, 20 episodi | 26-32 min |
| The Birch           | 11 ottobre 2019   | 1 stagione, 14 episodi | 11-19 min |
| Limetown            | 16 ottobre 2019   | 1 stagione, 10 episodi | 21-31 min |
| Stereoscope         | 21 agosto 2020    | 1 stagione, 10 episodi | 11-19 min |
| Mira Mira           | 15 gennaio 2021   | 1 stagione, 10 episodi | 11-19 min |

### Commedia
| Titolo                                                                 | Pubblicazione    | Stagioni               | Durata     |
| ---------------------------------------------------------------------- | ---------------- | ---------------------- | ---------- |
| Strangers                                                              | 4 settembre 2017 | 2 stagioni, 17 episodi | 12–27 min. |
| Loosely Exactly Nicole (stagione 2) (precedentemente su MTV)           | 20 dicembre 2017 | 1 stagione, 10 episodi | 17–20 min. |
| Queen America                                                          | 18 novembre 2018 | 1 stagione, 10 episodi | 25–31 min. |
| The Real Bros of Simi Valley (stagione 2) (precedentemente su YouTube) | 30 novembre 2018 | 2 stagioni, 21 episodi | 13–17 min. |

### Animazione
| Titolo                   | Pubblicazione     | Stagioni               | Durata    |
| ------------------------ | ----------------- | ---------------------- | --------- |
| Human Kind Of            | 16 settembre 2018 | 1 stagione, 21 episodi | 4–10 min. |
| Liverspots and Astronots | 18 ottobre 2018   | 1 stagione, 21 episodi | 4–10 min. |
| Human Discoveries        | 16 luglio 2019    | 1 stagione, 10 episodi | 30 min.   |

### Docu-serie
| Titolo                                           | Pubblicazione     | Stagioni                | Durata     |
| ------------------------------------------------ | ----------------- | ----------------------- | ---------- |
| Humans of New York: The Series                   | 29 agosto 2017    | 1 stagione, 13 episodi  | 13–24 min. |
| Bill Murray & Brian Doyle-Murray's Extra Innings | 20 novembre 2017  | 1 stagione, 10 episodi  | 9–11 min.  |
| Tom vs Time                                      | 25 gennaio 2018   | 1 stagione, 6 episodi   | 14–21 min. |
| Fly Guys                                         | 2 febbraio 2018   | 1 stagione, 10 episodi  | 12–15 min. |
| Behind the Wall: Bubba Wallace                   | 15 febbraio 2018  | 1 stagione, 8 episodi   | 11–16 min. |
| Inside the Madness: Kentucky Basketball          | 17 febbraio 2018  | 1 stagione, 10 episodi  | 20–29 min. |
| I Am More: OBJ                                   | 14 settembre 2018 | 1 stagione, 16 episodi  | 5–11 min.  |
| Most Incredible Homes                            | 4 novembre 2018   | 1 stagione, 5 episodi   | 12 min.    |
| The War Within                                   | 28 novembre 2018  | 1 stagione, 1 episodio  | 10 min.    |
| 365 Days Of Love                                 | 1 gennaio 2019    | 1 stagione, 365 episodi | 1–3 min.   |
| Mormon Love                                      | 13 gennaio 2019   | 1 stagione, 1 episodio  | 15 min     |
| 9 Months with Courtney Cox                       | 22 gennaio 2019   | 2 stagioni, 40 episodi  | 10-18 min  |
| Curse of Akakor                                  | 11 agosto 2019    | 1 stagione, 12 episodi  | 30 min.    |
| Simone vs Herself                                | 15 giugno 2021    | 1 stagione, 7 episodi   | 14-25 min. |

### Reality show
| Titolo                        | Pubblicazione     | Stagioni               | Durata     |
| ----------------------------- | ----------------- | ---------------------- | ---------- |
| Ball in the Family            | 29 agosto 2017    | 4 stagioni, 81 episodi | 14–26 min. |
| Returning the Favor           | 29 agosto 2017    | 3 stagioni, 36 episodi | 18–26 min. |
| Make Up or Break Up           | 7 settembre 2017  | 2 stagioni, 26 episodi | 18–41 min. |
| Win This House!               | 29 settembre 2017 | 1 stagione, 8 episodi  | 32–57 min. |
| No Script with Marshawn Lynch | 12 ottobre 2017   | 1 stagione, 8 episodi  | 11–15 min. |
| RelationShipped               | 9 novembre 2017   | 2 stagioni, 38 episodi | 13–29 min. |
| BackCourt: Wade               | 20 novembre 2017  | 1 stagione, 5 episodi  | 6–11 min.  |
| The Tattoo Shop               | 15 marzo 2018     | 1 stagione, 8 episodi  | 13–16 min. |
| Bear Grylls: Face the Wild    | 21 marzo 2018     | 1 stagione, 10 episodi | 19–27 min. |
| Help Us Get Married           | 3 maggio 2018     | 1 stagione, 12 episodi | 21–30 min. |
| Huda Boss                     | 12 giugno 2018    | 1 stagione, 10 episodi | 16–24 min. |
| Sneaker Hustle                | 26 agosto 2018    | 1 stagione, 4 episodi  | 14–18 min. |
| Troy The Magician             | 5 settembre 2018  | 1 stagione, 3 episodi  | 6–7 min.   |
| You Kiddin' Me                | 22 settembre 2018 | 1 stagione, 10 episodi | 13–15 min. |
| Big Chicken Shaq              | 6 ottobre 2018    | 1 stagione, 8 episodi  | 15–20 min. |
| Double Take                   | 24 ottobre 2018   | 1 stagione, 6 episodi  | 12–15 min. |
| Will Smith's Bucketlist       | 27 febbraio 2019  | 1 stagione, 2+ episodi | 21-22 min. |
| The Real World (stagione 33)  | 13 giugno 2019    | 1 stagione, 12 episodi | 30 min.    |

### Talk show
| Titolo                          | Pubblicazione   | Stagioni               | Durata     |
| ------------------------------- | --------------- | ---------------------- | ---------- |
| Von Miller's Studio 58          | 31 gennaio 2018 | 1 stagione , 8 episodi | 21–23 min. |
| Red Table Talk                  | 7 maggio 2018   | 1 stagione, 23 episodi | 16–27 min. |
| Profile                         | 22 luglio 2018  | 1 stagione, 22 episodi | 16–40 min. |
| Inspiring Life with Lewis Howes | 6 agosto 2018   | 1 stagione, 16 episodi | 14–19 min. |
| After After Party               | 13 agosto 2018  | 1 stagione, 30 episodi | 11–15 min. |

### Game show
| Titolo                                                                     | Pubblicazione    | Stagioni                | Durata     |
| -------------------------------------------------------------------------- | ---------------- | ----------------------- | ---------- |
| I Want My Phone Back (stagioni 2–3) (precedentemente su Comcast Watchable) | 29 agosto 2017   | 2 stagioni, 20 episodi  | 9–12 min.  |
| Confetti                                                                   | 11 luglio 2018   | 1 stagione, 132 episodi | 24–33 min. |
| Outside Your Bubble                                                        | 20 febbraio 2019 | 1 stagione, 15 episodi  | 26-32 min. |

### Notiziari
| Titolo                        | Pubblicazione     | Stagioni                | Durata     |
| ----------------------------- | ----------------- | ----------------------- | ---------- |
| Fox News Update               | 16 luglio 2018    | 1 stagione, 311 episodi | 3-13 min   |
| Anderson Cooper Full Circle   | 16 luglio 2018    | 1 stagione, 133 episodi | 7-26 min   |
| Mic Dispatch                  | 17 luglio 2018    | 1 stagione, 55 episodi  | 5-19 min   |
| At What Cost?                 | 18 luglio 2018    | 1 stagione, 20 episode  | 4–7 min.   |
| Undivided ATTN:               | 18 luglio 2018    | 1 stagione, 19 episodi  | 3–5 min.   |
| Quartz News                   | 19 luglio 2018    | 1 stagione, 20 episodi  | 5–9 min.   |
| More in Common                | 21 luglio 2018    | 1 stagione, 19 episodi  | 3–7 min.   |
| On Location                   | 6 agosto 2018     | 1 stagione, 118 episodi | 5–7 min.   |
| An Imperfect Union            | 22 agosto 2018    | 1 stagione, 15 episodi  | 5–10 min.  |
| Real America with Jorge Ramos | 6 settembre 2018  | 1 stagione, 13 episodi  | 9–20 min.  |
| Chasing Corruption            | 18 settembre 2018 | 1 stagione, 10 episodi  | 7–10 min.  |
| NowThis Morning               | 24 settembre 2018 | 1 stagione, 63 episodi  | 3–27 min.  |
| Consider It                   | 4 ottobre 2018    | 1 stagione, 8 episodi   | 16–21 min. |
| Cut Through The Noise         | 29 novembre 2018  | 1 stagione, 6 episodi   | 6-8 min    |

### Sport
| Titolo                           | Pubblicazione     | Stagioni               | Durata       |
| -------------------------------- | ----------------- | ---------------------- | ------------ |
| Live: Stadium College Football   | 2 settembre 2017  | 2 stagioni, 25 episodi | 174–226 min. |
| Live: Stadium College Basketball | 11 novembre 2017  | 1 stagione, 66 episodi | 91–153 min.  |
| WWE Mixed Match Challenge        | 16 gennaio 2018   | 2 stagioni, 26 episodi | 22–35 min.   |
| MLB Live                         | 4 aprile 2018     | 1 stagione, 25 episodi | 173–297 min. |
| JBA League                       | 21 giugno 2018    | 1 stagione, 20 episodi | 123–175 min. |
| BIG3 on FOX                      | 22 giugno 2018    | 1 stagione, 9 episodi  | 42–46 min.   |
| PGA Tour Live                    | 23 giugno 2018    | 1 stagione, 8 episodi  | 259–279 min. |
| Nitro World Games                | 10 agosto 2018    | 1 stagione, 28 episodi | 394 min.     |
| Golden Boy Fight Night           | 11 agosto 2018    | 1 stagione, 5 episodi  | 154–191 min. |
| Friday Night Poker               | 21 settembre 2018 | 1 stagione, 1 episodio | 272 min.     |
| Lucha Capital                    | 31 ottobre 2018   | 1 stagione, 5 episodi  | 112–125 min. |

## Loghi

10 agost 2017 - 18 agosto 2019
18 agosto 2019 - 2020
In uso dal 2020